# Фодор, Иштван
Иштван Фодор (венг. Fodor István; род. 2 марта 1945, Чепрег) — венгерский политик, исполняющий обязанности председателя Государственного собрания Венгрии с 23 октября 1989 года по 2 мая 1990 года.

## Биография
Иштван Фодор родился 2 марта 1945 года в городе Чепрег и происходил из консервативной католической семьи. Его отец был опытным ветеринаром.
В 1963 году он окончил среднюю школу Йене Ландлера в Надьканиже. Диплом он получил в 1969 году в Университете ветеринарной медицины. С 1969 по 1990 год он был управляющим фермы, главным ветеринаром и главным животноводом.
Политическую карьеру он начал в рамках Патриотического народного фронта. В 1970—1985 годах был секретарём, а затем и президентом комитета.
В 1980—1984 годах Фодор был членом парламента, получив мандат беспартийного члена в избирательном округе Дабас в Пеште, а также был членом комитета по развитию поселений и защите окружающей среды. С июля по 23 октября 1989 года Фодор был заместителем председателя Государственного собрания.
С 23 октября 1989 года по 2 мая 1990 года он был исполняющим обязанности председателя Государственного собрания. С 23 октября 1989 года, согласно новой конституции, функции временного главы государства выполнял председатель парламента, поэтому обязанности президента были возложены на него вместо Матьяша Сюрёша.
После выборов Фодор был лидером фракции независимых депутатов до июня 1994 года.

## Личная жизнь
Жена Фодора, Габриэлла Сеченьи — ветеринар. У них есть двое детей — Энико и Габриэлла.